# Красні Череповиці
Красні Череповиці (рос. Красные Череповицы) — присілок у Волосовському районі Ленінградської області Російської Федерації.
Населення становить 54 особи. Належить до муніципального утворення Клопицьке сільське поселення.

## Історія
Від 1 серпня 1927 року належить до Ленінградської області.

## Населення
| 2007 | 2010 | 2017 |
| ---- | ---- | ---- |
| 22   | ↗41  | ↗54  |